# Alcides Silveira
Alcides Vicente Silveira Montero (Montevideo, 16 de junio de 1938 - ibídem, 16 de enero de 2011) fue un futbolista y entrenador uruguayo.
Se desempeñaba en la posición de mediocampista y su primer club fue Sud América. Tuvo un destacado paso por el fútbol argentino, integrando durante muchos años las filas de los clubes Independiente y Boca Juniors, conquistando un título de la Primera División de Argentina con el «Rojo» y dos con el «Xeneize».
Fue internacional con la Selección Uruguaya, siendo actor fundamental de la Copa América 1959, disputada en Ecuador, en donde los «charrúas» se consagraron campeones y Silveira fue elegido mejor jugador del torneo.
Su último club fue Nacional.
Como entrenador dirigió a Boca, Huracán, Atlético Tucumán, Guaraní, Olimpia y Sol de América.
Falleció en su Montevideo natal en el año 2011.

## Trayectoria
Alcides jugaba de mediocampista. Se inició en el club Sud América, en el que jugó durante dos años. Luego pasó a Independiente de Argentina, con el que salió campeón en 1960 y jugó la Copa Libertadores 1961. En 1962 se traslada a España para jugar en el Barcelona. En 1963 vuelve a Argentina, esta vez para jugar en Boca Juniors, saliendo campeón en 1964 y 1965, y disputando la Copa Libertadores en 1963, 1965 y 1966.

## Selección nacional
Vistiendo la camiseta de la selección uruguaya ganó la Copa América 1959 disputada en Ecuador, torneo en el que fue elegido como mejor jugador.

### Participaciones en Copa América
| Copa                 | Sede      | Resultado   | Partidos | Goles |
| -------------------- | --------- | ----------- | -------- | ----- |
| Copa América 1959-I  | Argentina | Sexto lugar | 4        | 0     |
| Copa América 1959-II | Ecuador   | Campeón     | 4        | 3     |

## Clubes
| Club          | País      | Año       |
| ------------- | --------- | --------- |
| Sud América   | Uruguay   | 1958-1959 |
| Independiente | Argentina | 1960-1962 |
| Barcelona     | España    | 1963      |
| Boca Juniors  | Argentina | 1963-1968 |
| Nacional      | Uruguay   | 1968-1969 |

## Palmarés

### Campeonatos nacionales
| Título               | Club          | País      | Año  |
| -------------------- | ------------- | --------- | ---- |
| Campeonato Argentino | Independiente | Argentina | 1960 |
| Campeonato Argentino | Boca Juniors  | Argentina | 1964 |
| Campeonato Argentino | Boca Juniors  | Argentina | 1965 |

### Torneos internacionales
| Título       | Club (*) | Sede    | Año  |
| ------------ | -------- | ------- | ---- |
| Copa América | Uruguay  | Ecuador | 1959 |

### Distinciones individuales
| Distinción                       | Año  |
| -------------------------------- | ---- |
| Mejor Jugador de la Copa América | 1959 |